# Berīkān
Berīkān (persiska: بريكان) är en ort i Iran.   Den ligger i provinsen Bushehr, i den södra delen av landet, 800 km söder om huvudstaden Teheran. Berīkān ligger 8 meter över havet och antalet invånare är 218.
Terrängen runt Berīkān är kuperad åt nordost, men åt nordväst är den platt. Havet är nära Berīkān åt sydväst.  Närmaste större samhälle är Lāvar-e Sāḩelī, 5,7 km sydost om Berīkān. 